# Мазайрак, Антониус
Антониус Хендрикюс Мазайрак (нидерл. Antonius Hendrikus Mazairac, 24 мая 1901 — 1 сентября 1966) — нидерландский велогонщик, призёр Олимпийских игр, чемпион мира.

## Биография
Родился в 1901 году в Розендале. В 1921 году стал чемпионом Нидерландов в спринте. В 1923 году завоевал серебряную медаль чемпионата мира. В 1925 году снова стал чемпионом Нидерландов и вновь завоевал серебряную медаль чемпионата мира. На чемпионате мира 1926 года стал обладателем бронзовой медали. В 1927 году снова стал чемпионом Нидерландов. В 1928 году на Олимпийских играх в Амстердаме завоевал серебряную медаль в спринте. В 1929 году занял первые места чемпионата Нидерландов и чемпионата мира.